# Milán-San Remo 1947
La Milán-San Remo 1947 fue la 38.ª edición de la Milán-San Remo. La carrera se disputó el 19 de marzo de 1947, siendo el vencedor final el italiano Gino Bartali, que se impuso en solitario en la meta de San Remo. De esta manera, conseguía su tercera victoria en esta carrera.

## Clasificación final
| Posición | Ciclista        | Equipo       | Tiempo     |
| -------- | --------------- | ------------ | ---------- |
| 1        | Gino Bartali    | Legnano      | 8h 33' 00" |
| 2        | Ezio Cecchi     | Welter       | + 3' 57"   |
| 3        | Sergio Maggini  | Benotto      | + 9' 00"   |
| 4        | Luciano Maggini | Benotto      | m. t.      |
| 5        | Osvaldo Bailo   | Welter       | m. t.      |
| 6        | Olimpio Bizzi   | Viscontea    | m. t.      |
| 7        | Fiorenzo Magni  | Viscontea    | m. t.      |
| 8        | Vito Ortelli    | Benotto      | m. t.      |
| 9        | Albert Sercu    | Arbos-Talbot | + 15' 00"  |
| 10       | Giordano Cottur | Wilier       | m. t.      |